# Ravano dalle Carceri
Ravano dalle Carceri (fallecido en 1216) fue un noble lombardo y uno de los primeros triarcas de Negroponte desde 1205.
En 1205 Ravano estaba entre los que dirigió las fuerzas en la toma de la isla de Eubea del Imperio bizantino como parte de la cuarta cruzada. La isla estaba sujeta al Reino de Tesalónica y en agosto el rey Bonifacio dividió la isla en tres partes, otorgando probablemente el tercio central a Ravano. Los gobernantes de Eubea (Negroponte paro los italianos) fueron llamados terzieri o triarcas: gobierno de tres.
En 1209, después que los compañeros triarcas Peccoraro de' Peccorari y Giberto da Verona (un pariente de Ravano), habían regresado a Italia y murieron, respectivamente, Ravano tomó el control de toda la isla y se rebeló contra su soberano nominal, Demetrio de Montferrato. La República de Venecia reconoció su independencia como Señor de Negroponte y aceptó la soberanía de Venecia en marzo. Sin embargo, los rebeldes fueron derrotados en mayo y Ravano reconoció la soberanía del emperador Enrique de Flandes. En ese mismo año frustró la conspiración de Oberto II de Biandrate, su antiguo aliado, que había planeado tomar la vida del emperador Enrique. Tuvo éxito en mantener su gobierno hasta su muerte.
Ravano había accedido a casarse con Isabel, la esposa de otro hombre, en algún momento anterior al 25 de mayo de 1212, cuando, después de enviudar, el Arzobispo de Atenas recibió la dispensa del Papa Inocencio III para realizar el matrimonio.
Ravano  no hizo ninguna previsión por su principado a la luz de su muerte y se dejó que el bailío veneciano dividiera Eubea en seis en 1217. El tercio septentrional, con capital en Oreos, fue dividido entre los sobrinos de Ravano, Merino I y Rizzardo; el tercio central, con la capital de la isla, Calcis, fue dividido entre su viuda, Isabel, y su hija, Berta, y el tercio meridional, con capital en Caristo, fue dividido entre los herederos de Giberto, Guglielmo I y Alberto.
La esposa de Ravano puede haber sido la trobairitz Ysabella.